# Ardisia vesca
Ardisia vesca är en viveväxtart som beskrevs av C.L. Lundell. Ardisia vesca ingår i släktet Ardisia och familjen viveväxter. Inga underarter finns listade i Catalogue of Life.